# FLT3LG
FLT3LG, или лиганд fms-подобной тирозинкиназы 3 (англ. Fms-related tyrosine kinase 3 ligand) — белок, цитокин, продукт гена человека FLT3LG. Стимулирует пролиферацию и дифференециацию гемопоэтических клеток. Является основным фактором роста для дендритных клеток.

## Структура
Белок состоит из 235 аминокислот, молекулярная масса 26,4 кДа. Образует димер. Альтернативный сплайсинг приводит к образованию 3 изоформ.

## Функции
FLT3LG стимулирует пролиферацию предшественников гемопоэтических клеток за счёт активации своего рецептора FLT3. Действует в синергии с другими колоние-стимулирующими факторами и интерлейкинами.